# Yingcheng, Guangdong
Yingcheng (kinesiska: 英城) är ett stadsdelsdistrikt i sydöstra Kina. Det ligger i Yingde i staden Qingyuan i provinsen Guangdong,  omkring 120 kilometer norr om provinshuvudstaden Guangzhou. Antalet invånare är 169 318. Befolkningen består av 80 656 kvinnor och 88 662 män. Barn under 15 år utgör 15,0 %, vuxna 15-64 år 76 %, och äldre över 65 år 8,0 %.